# Pajusi
Pajusi (en estonien : Pajusi vald) est une municipalité rurale d'Estonie située dans le Comté de Jõgeva. Elle s'étend sur 232,4 km2

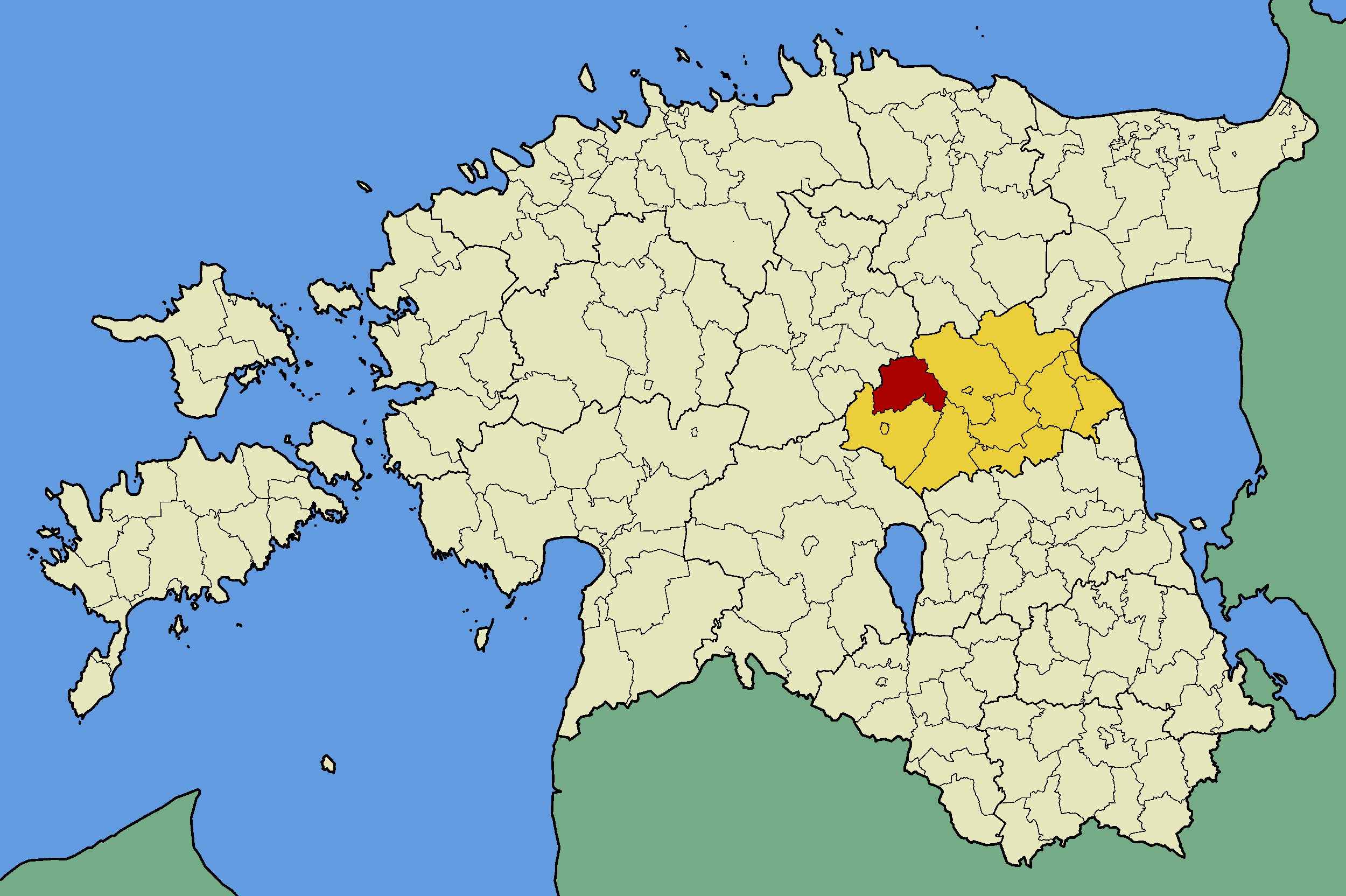
Commune de Pajusi (rouge)
dans le Comté de Jõgeva (jaune).

et a 1 200 habitants(01.01.2012).

## Municipalité
La municipalité comprend les villages suivants :

### Villages
Aidu, Arisvere, Kaave, Kalana, Kauru, Kose, Kõpu, Kõrkküla, Lahavere, Loopre, Luige, Mõisaküla, Mõrtsi, Nurga, Pajusi, Pisisaare, Sopimetsa, Tapiku, Tõivere, Uuevälja, Vorsti, Vägari, Väljataguse.